# Деменець
Деменець (рос. Деменец) — присілок в Новосокольницькому районі Псковської області Російської Федерації.
Населення становить 0 осіб. Входить до складу муніципального утворення В'язовська волость.

## Історія
Від 2015 року входить до складу муніципального утворення В'язовська волость.

## Населення
| 2002 | 2010 |
| ---- | ---- |
| 1    | ↘0   |